# Tiroidite di de Quervain
La tiroidite di De Quervain o tiroidite granulomatosa a cellule giganti o tiroidite subacuta di De Quervain è una infiammazione subacuta della tiroide, generalmente causata da virus in grado di determinare un'attivazione prolungata del sistema immunitario, la cui frequenza sembra essere in aumento anche se rimane una patologia non comune.

## Sintomatologia
I sintomi sono caratterizzati principalmente dalla febbre, di solito di entità lieve o moderata, e dal dolore spontaneo o alla palpazione, localizzato alla base del collo, anteriormente, in corrispondenza della tiroide. Spesso, i sintomi insorgono a qualche giorno o settimana di distanza da una faringite o altra infezione delle alte vie respiratorie. I disturbi possono protrarsi per settimane o anche 2-3 mesi, e costituire così una condizione di febbricola prolungata la cui causa potrebbe non essere evidenziata facilmente dal paziente e dal medico, se non si considera la possibilità di una tiroidite subacuta. Inizialmente, vi può essere un aumentato rilascio di ormoni tiroidei (dovuta al danno infiammatorio cellulare), e quindi si possono osservare talora sintomi di lieve tireotossicosi: tachicardia, nervosismo, intolleranza al caldo, aumento dell'appetito, diarrea.

## Clinica
All'esame obiettivo la tiroide appare aumentata di volume e di consistenza, mobile alla deglutizione, e spesso vivamente dolorabile alla palpazione, sebbene talvolta la dolorabilità sia ridotta o assente, particolarmente nelle fasi tardive della malattia. La febbre è assai variabile, ma raramente supera i 39°.
Gli esami di laboratorio tipicamente individuano un aumento della VES (valori intorno a 100 non sono rari), e, sebbene in misura inferiore, della PCR. Nella fase iniziale, spesso si osserva un aumento degli ormoni tiroidei (FT3 e FT4) ed una contestuale diminuzione dell'ormone tireostimolante (TSH); tuttavia in un secondo tempo si può anche osservare l'inverso, e cioè una fase (solitamente transitoria) di ipotiroidismo con bassi valori di FT4 e FT3, ed aumento del TSH. Nella fase attiva di malattia è frequente l'aumento della tireoglobulina.

## Terapia
Il cardine della terapia si basa sull'utilizzo di corticosteroidi come il prednisone, alla dose iniziale di 1 mg/kg/die a decrescere gradualmente; la terapia deve durare almeno 30-40 giorni. Nei casi in cui sia controindicato l'uso di steroidi è possibile utilizzare FANS, ma la risposta è spesso più lenta rispetto ai cortisonici.

## Prognosi
La prognosi è buona: la quasi totalità delle tiroiditi subacute guarisce senza esiti, sebbene possano essere necessari fino a 3-4 mesi di terapia. Come accennato, una fase di ipotiroidismo transitorio è frequente durante l'evoluzione della tiroidite subacuta; in qualche caso isolato l'ipotiroidismo può risultare permanente, per cui è consigliabile controllare i valori di TSH, FT3 e FT4 a distanza di 3 e 12 mesi dopo la guarigione clinica della malattia.